# Villapresente
Villapresente es uno de los doce núcleos de población que configuran el municipio de Reocín, en Cantabria, España. Se encuadra geográficamente entre el río Saja y la zona alta, en el Barrio de El Cristo, limítrofe con el municipio vecino de Santillana del Mar. 

Su población a fecha de enero de 2021 era de 1358 habitantes. 

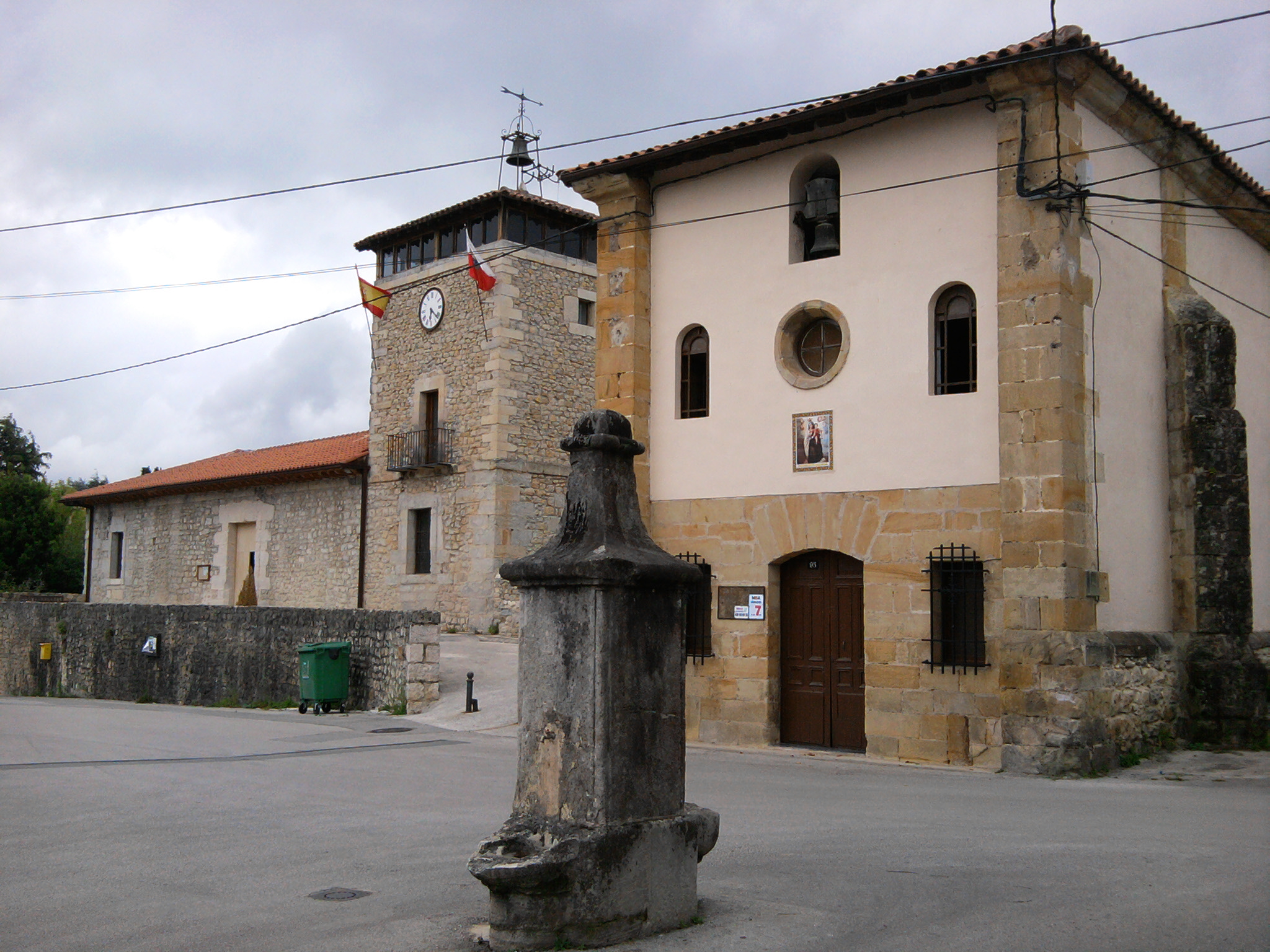
El Corro, la Capilla y la Torre de Villapresente

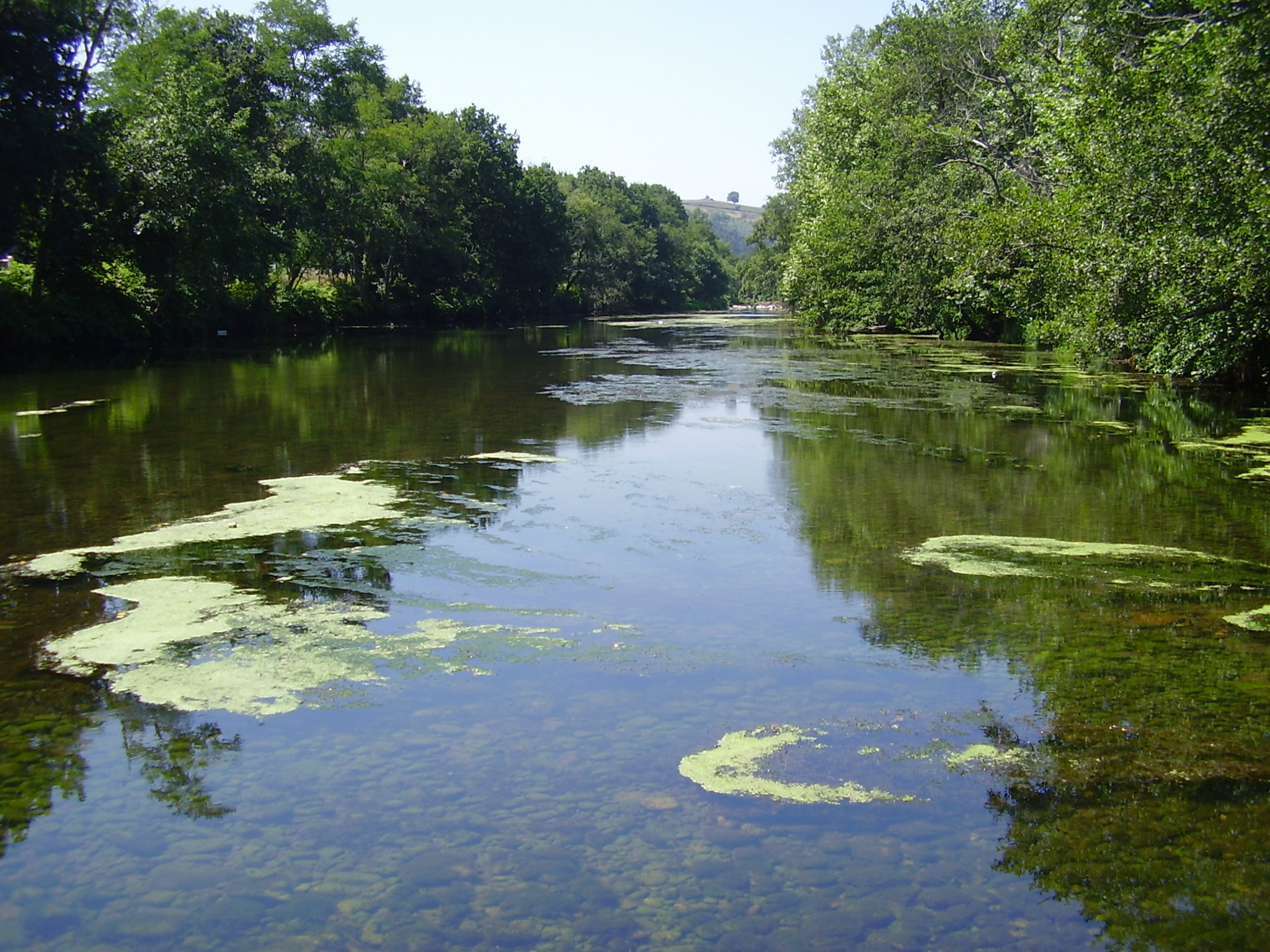
Paso del río Saja por Villapresente

## Arquitectura y patrimonio
Destaca la iglesia parroquial de San Juan Bautista y la Capilla de Nuestra Señora de la Guarda, llamada hoy del Carmen (fundación de la familia Valverde-Cosío con fondos enviados por el conquistador y Gobernador de Nuevo México Francisco de Valverde Cosío), así como la ermita del Santo Cristo de las Penas y la desaparecida ermita de Santa Ana en la casona de Monío (de las familias Polanco y Ruiz de Peredo).

En arquitectura civil, se conservan varias casonas de los siglos XVII y XVIII, como la de los Bustamante y Tagle, y las ruinas de un torreón medieval destruido por un rayo en el mes de febrero de 2007. 

Situado en el Corro, frente al ya desaparecido corro de bolos y junto a la capilla de La Guarda, se conserva el edificio de las Antiguas Escuelas Pías, conocidas popularmente como La Torre, restaurado por la gestión municipal en la primavera de 2007. Alberga exposiciones pictóricas, conciertos y otros eventos de carácter cultural y social. Destaca el reloj y su disposición en torno a un claustro.

## Naturaleza
El paso del río Saja por el pueblo, ofrece una vegetación de ribera frondosa y varias zonas de baño, como la de El Camarao", que cuenta con zona deportiva y recreativa.

Además, en esta localidad se sitúa el Centro Forestal de Villapresente propiedad del Gobierno de Cantabria. En su término se halla, desde abril de 2017 el Laberinto de Villapresente.

## Comunicaciones
Por el núcleo discurre la carretera autonómica CA-353 además de varias vías locales. Del otro lado del río, se encuentra la estación de ferrocarril de FEVE de Santa Isabel de Quijas. Desde abril de 2011 se ha abierto al tráfico un puente que comunica a la villa con la autovía del cantábrico.

## Personas destacadas
- Diego de Argumosa, médico del siglo XIX